# Salix cascadensis
Salix cascadensis är en videväxtart som beskrevs av Cockerell. Salix cascadensis ingår i släktet viden, och familjen videväxter. Inga underarter finns listade i Catalogue of Life.